# Shiho Onodera
Pour les articles homonymes, voir Onodera.
Shiho Onodera (小野寺 志保, Onodera Shiho), née le 18 novembre 1973, est une joueuse internationale de football japonaise.

## Biographie
Le 22 septembre 1995, elle fait ses débuts avec l'équipe nationale japonaise lors de la Coupe d'Asie, contre la Corée du Sud. Elle participe à la Coupe du monde 1995, 1999, 2003 et Jeux olympiques d'été 1996 et 2004. Elle compte 23 sélections en équipe nationale du Japon de 1995 à 2004.

## Statistiques
Le tableau ci-dessous présente les statistiques de Shiho Onodera en équipe nationale
| Équipe du Japon | Équipe du Japon | Équipe du Japon |
| Année           | Matchs          | Buts            |
| --------------- | --------------- | --------------- |
| 1995            | 4               | 0               |
| 1996            | 4               | 0               |
| 1997            | 0               | 0               |
| 1998            | 2               | 0               |
| 1999            | 1               | 0               |
| 2000            | 2               | 0               |
| 2001            | 3               | 0               |
| 2002            | 2               | 0               |
| 2003            | 2               | 0               |
| 2004            | 3               | 0               |
| Total           | 23              | 0               |

## Palmarès
- Finaliste de la Coupe d'Asie 1995, 2001